# ディートマール・ヘトガー
ディートマール・ヘトガー（Dietmar Hötger　1947年6月8日 - ）は、旧東ドイツのザクセン州・ホイエルスヴェルダ出身の柔道選手。階級は軽中量級。身長172cm。70kg。

## 人物
1971年の世界選手権では3位となった。1972年にはヨーロッパ選手権で優勝すると、1972年ミュンヘンオリンピックでは準決勝でポーランドのアントニー・ザイコフスキーに敗れたものの銅メダルを獲得した。1973年の世界選手権では準決勝でソ連のアナトリイ・ノビコフを袈裟固で破るが、決勝で野村豊和に合技で敗れた。1976年モントリオールオリンピックでは3回戦で敗れた。その後引退してコーチとなり、ディートマー・ローレンツ、デトレフ・ウルチ、アンドレアス・プレシェル、ヘンリー・ストール 、ウド・クエルマルツなど錚々たる選手たちを指導することになった。

## 主な戦績
- 1968年 - ポーランド国際　優勝
- 1969年 - ポーランド国際　優勝
- 1970年 - ヨーロッパ選手権　2位
- 1971年 - フランス国際　3位
- 1971年 - 世界選手権　3位
- 1972年 - ヨーロッパ選手権　優勝
- 1972年 - ミュンヘンオリンピック　3位
- 1973年 - 世界選手権　2位
- 1974年 - オーストリア国際　優勝
- 1975年 - ブルガリア国際　3位
- 1976年 - ヨーロッパ選手権　2位